# Линнея северная
Линне́я се́верная (лат. Linnaéa boreális) — низкорослый вечнозелёный кустарничек, вид рода Линнея (Linnaea) семейства Жимолостные (Caprifoliaceae). Растение широко распространено в Северном полушарии, встречается как в Евразии, так и в Северной Америке, чаще всего в хвойных моховых лесах. Используется в народной медицине, иногда культивируется.
Известный ботаник Евгений Бобров назвал линнею северную «изящнейшим кустарничком евразийских северных лесов»; от других лесных растений её легко отличить по двух светлым колокольчатым цветкам на длинном прямостоячем цветоносном побеге.

## Название, символика
Русские названия растения — зонтичная трава, лесная поползиха, лесной чай, пригоркая трава.
В научной литературе долиннеевского времени растение называлось Campanula serpyllifolia («колокольчик ползучелистный»). Род был назван в честь Карла Линнея голландским ботаником Яном Гроновиусом, видовое название (borealis — «северная», от Boreas — Борей, северный ветер) связано с территорией распространения растения.

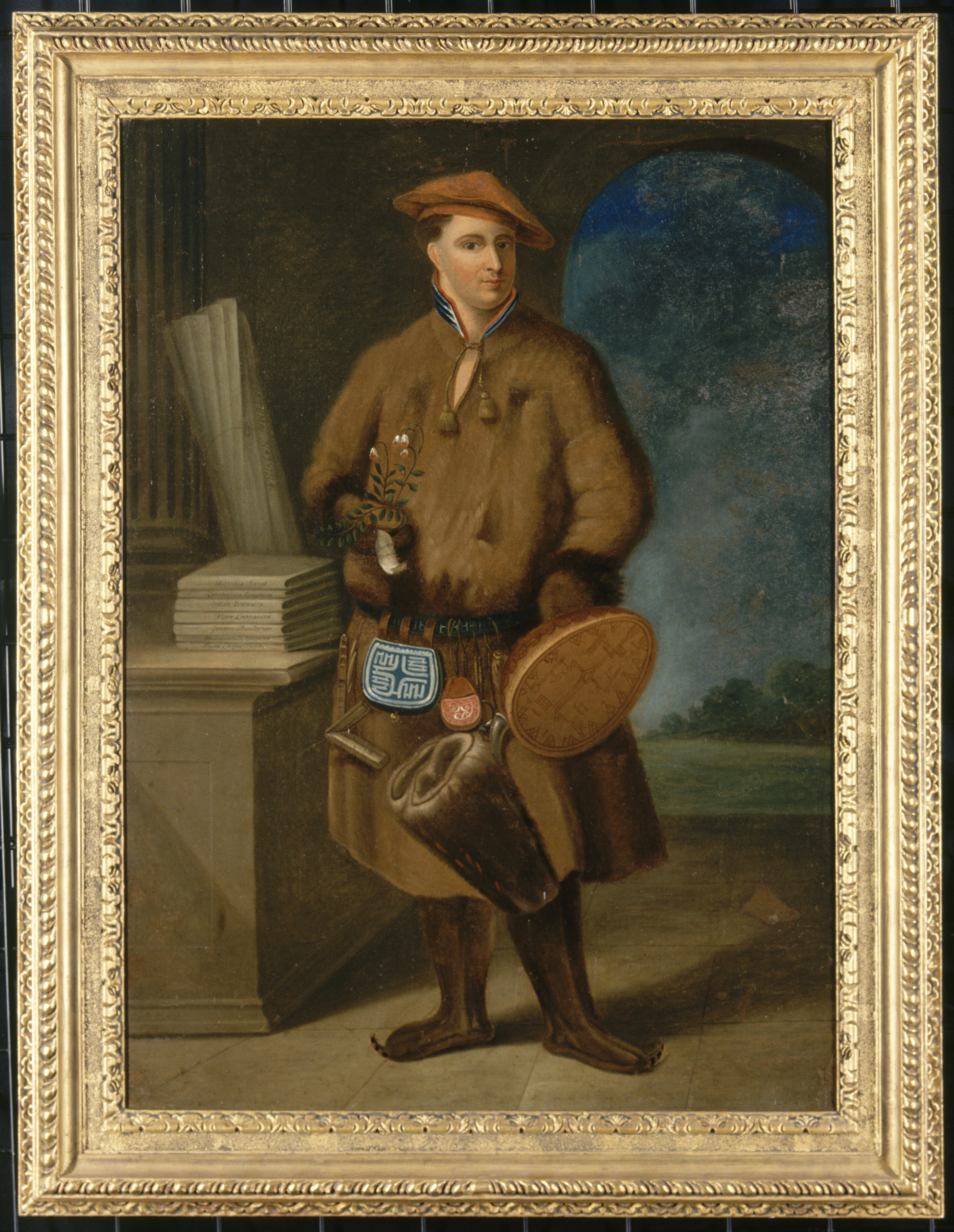
Карл Линней в «лапландском» (традиционном саамском) костюме (1737). Картина голландского художника Мартина Хоффмана. В левой руке Линней держит шаманский бубен, привезённый из своей Лапландской экспедиции, в правой — цветущую линнею северную, своё любимое растение

Линнея северная была любимым растением выдающегося шведского естествоиспытателя и медика Карла Линнея (1707—1778). В своей работе Flora Lapponica он называл её planta nostra («наше растение»). Она изображена на его печатях, почти на всех его портретах, а также находится на его родовом гербе, который был официально утверждён после получения им дворянства. Линнея северная — официальная цветочная эмблема шведской исторической провинции Смоланд, родной провинции Карла Линнея.
Широко распространённое в странах Северной Европы женское имя Линнея (изначально образованное, как и название рода Linnaea, от фамилии Линней) сейчас ассоциируется именно с линнеей северной.

## Распространение
Растение имеет циркумполярный ареал, обитая как в Евразии, так и в Северной Америке на многих территориях с арктическим, субарктическим и умеренным климатом. Растёт большей частью в хвойных (особенно еловых) лесах, имеющих моховой покров, в том числе на вырубках, по окраинах болот, берегам рек и ручьёв; реже встречается в смешанных лесах. В Арктике растёт в тундрах. В горах (в том числе в умеренных широтах) встречается в субальпийском, альпийском и гольцовом поясах, где стелется по камням. В более южных районах растение можно встретить очень редко, обычно в сосновых лесах.
На севере Европы вид распространён широко, во многих других европейских странах растение также встречается, но редко, большей частью в горах (например, в Альпах, на востоке Карпат). В России растение встречается практически на всей территории: от западной границы до восточной и от побережья Северного Ледовитого океана до южных границ. Растёт в российской Арктике, в европейской части России (во всех ботанико-географических районах, кроме Нижне-Донского и Нижне-Волжского), во всех районах Западной, Восточной Сибири и Дальнего Востока. Ареал вида охватывает также Монголию, Китай, Японию, США и Канаду.

## Биологическое описание
Линнея — вечнозелёный кустарничек (полукустарник), наиболее низкорослое древесное растение из произрастающих в лесах России: высота взрослого растения обычно не превышает 10 см, иногда достигает 15 см. Главные побеги тонкие, почти нитевидные, стелющиеся по земле или мху, опушённые железистыми волосками, ползучие, одревесневающие, могут достигать в длину двух метров; активно укореняются и на некоторых участках образуют сплошной ковёр. Из листовых пазух главных побегов развиваются прямостоячие или приподнимающиеся боковые побеги, которые, помимо железистого опушения, также покрыты короткими прижатыми серыми волосками.

### Опыление
Опыление происходит с помощью насекомых, которых привлекает нектар, выделяемый в основании трубки венчика. Насекомые ориентируются по запаху, а также с помощью рисунка из цветных полосок на венчике. От насекомых, бесполезных для опыления, нектар в основании трубки защищён: от мелких летающих насекомых — длинными волосками внутри трубки, от ползающих — липким железистым опушением цветоножки. Когда насекомые добираются до нектара, выделяемого рыльцем, они приносят пыльцу с других растений и производят перекрёстное опыление; затем они пробираются к нектару, расположенному в основании цветочной трубки, пачкаются в пыльце, которая высыпается на них из сотрясаемых пыльников, и уносят её на другие растения.
У линнеи северной возможно и самоопыление — как самопроизвольное, так и производимое с помощью насекомых.
Листья простые, супротивные, черешковые, округлые (яйцевидные, широкояйцевидные или эллиптические), иногда почти круглые. Края листьев могут быть как полностью цельными, так и городчато-зубчатыми в верхней части (нередко имеется от одного до трёх зубцов с каждой стороны). На ощупь кожистые, на верхушке иногда с небольшим более или менее твёрдым остроконечием, опушённые с обеих сторон прижатыми волосками и редкими желёзками (особенно густо — по средней жилке с нижней стороны), длиной до 20 мм. Черешки также покрыты волосками.
Некоторые боковые пазушные побеги имеют верхнее удлинённые междоузлие, которое несёт два небольших кроющих листа, из пазух которых развиваются цветоносы высотой до 10 см, сочленённые с короткими нитевидными цветоножками (обычно их две, но изредка бывает четыре). У каждой цветоножки при основании имеются два прицветника (прицветникообразных верхушечных листа) линейно-ланцетной формы, длиной до 4 мм. Заканчивается цветоножка четырьмя крест-накрест расположенными яйцевидными мясистыми прицветничками.
Цветки длиной чуть больше одного сантиметра, душистые, с приятным запахом, напоминающим запах миндаля или ванили, аромат усиливается ночью; собраны в цимозные соцветия — двуцветковые (редко четырёхцветковые) полузонтики. Чашечка состоит из пять ланцетных чашелистиков. Венчики воронковидно-колокольчатые, пятилопастные, слегка зигоморфные, состоящие из пяти неравных тупых лопастей (лепестков) овальной формы; снаружи венчики розовые или бледно-розовые (бледно-лиловые), изнутри тёмно-розовые или розовые, с жёлтыми, розовыми или тёмно-красными полосками (венчики некоторых растений могут быть совсем бледными, почти белыми; встречаются растения и с более интенсивно окрашенными, почти лиловыми венчиками). Цветки у линнеи всегда поникшие, эта особенность является приспособлением растения для сохранения в сухости пыльцы во время дождя. Тычинки двусильные — две короткие, две длинные; прикреплены к трубке венчика. Пыльники интрорзные (то есть вскрываются щелью, образующейся с внутренней стороны гнёзд пыльника). Завязь нижняя, с тремя гнёздами — одно из них фертильно, два других стерильны. Столбик удлинённый, нитевидный, с головчатым рыльцем, которое покрыто сосочками и выделяет сахаристый сок. В условиях средней полосы России растение цветёт в июне — июле.
Плоды — мелкие почти сухие односемянные костянки. Прицветнички, расположенные у основания цветков, срастаются с завязью. Первая пара прицветничков при плоде увеличивается в размере, обрастая его до середины. В условиях средней полосы России плоды созревают в июле — августе. Для линнеи северной характерна эпизоохория: плоды распространяются животными, в том числе птицами, прикрепляясь к их шерсти или оперению (или к одежде человека) с помощью липких прицветников и мельчайших крючочков.
Семена с эндоспермом. Зародыш прямой, небольшого размера.
Число хромосом: 2n = 32.

## Химический состав, значение, культивирование
В надземной части растения найдены флавоноид кверцетин и его гликозид рутин.
В эксперименте показано, что экстракт побегов линнеи северной обладает гипотензивными свойствами. В ветеринарных целях растение применяют при инфильтрате вымени — в виде аппликаций (наложений), а также как лечебный корм. В народной медицине линнея традиционно используется при детских болезнях и как средство от поноса. Настой, приготовленный из надземных частей растения, используется при кожных сыпях.
На Крайнем Севере и на Камчатке хорошо поедается северным оленем (Rangifer tarandus). Зимой сохраняется в зелёном состоянии на 100 %.

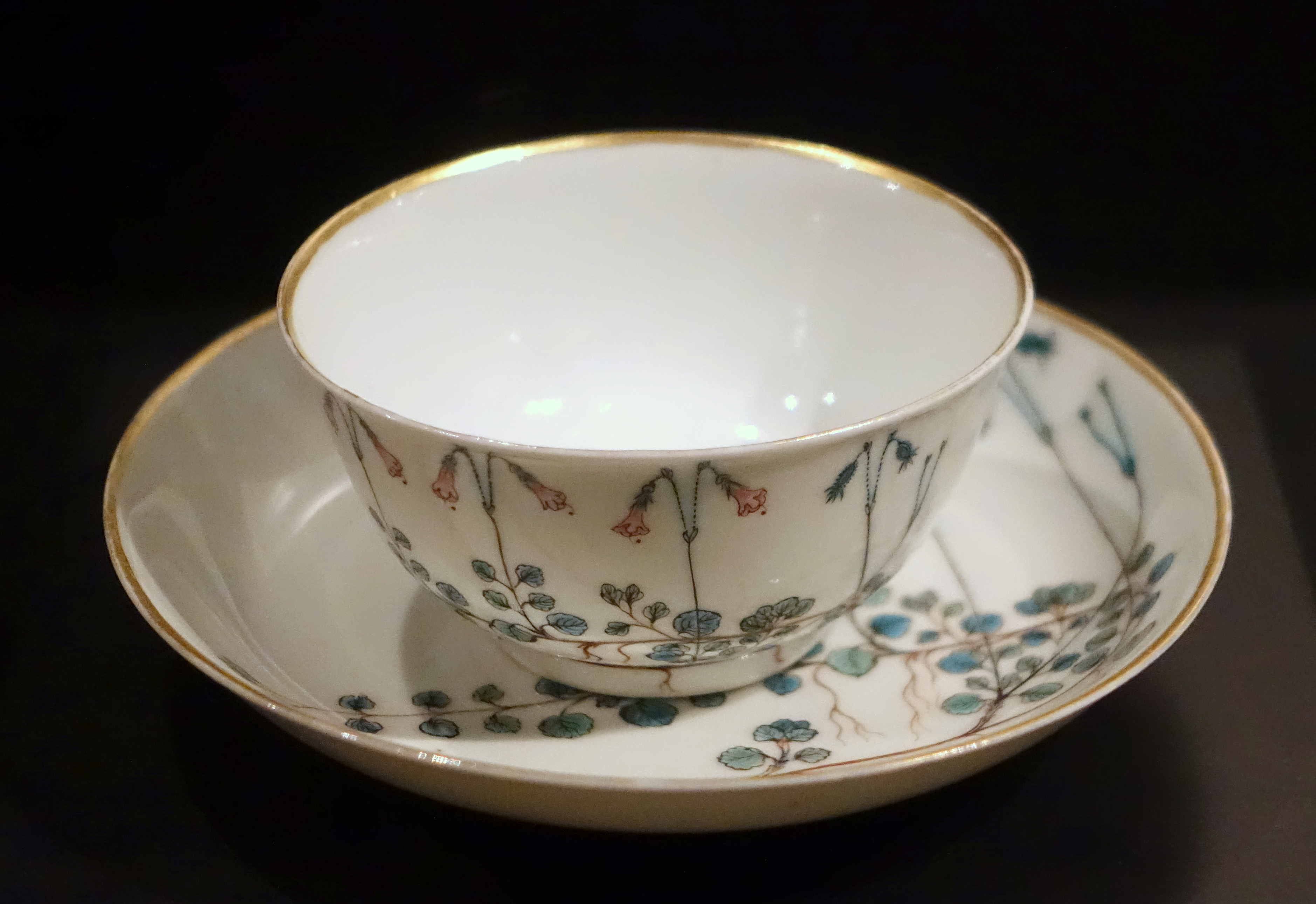
Чашка и блюдце с изображением цветущей линнеи северной. Часть сервиза, заказанного для Карла Линнея. Китай, примерно 1755 год. Музей Восточной Азии, Стокгольм

Линнея культивируется как декоративное растение. Она хорошо растёт на влажных участках в полутени, на рыхлой торфяной почве. Размножают линнею семенами, черенками и корневыми отпрысками. Растение очень морозостойко: в открытом грунте пригодно для выращивания в зонах морозостойкости с 2 по 8, выдерживает температуру примерно до минус 45 °C.

## Классификация

### Таксономия
Linnaea borealis L., 1753, Sp. Pl. : 631
Первое действительное описание вида было опубликовано во втором томе Species plantarum (1753) Карла Линнея. Типификация названия была произведена в 1993 году, при этом лектотипом (типом при отсутствии в изначальной публикации указания на тип) был выбран образец из гербария Линнея.
Вид Linnaea borealis до последнего времени рассматривался (и продолжает рассматриваться во многих источниках) как единственный в составе рода Linnaea. Однако в 2013 году в журнале Phytotaxa была опубликована статья нидерландского учёного Маартена Христенхуса Twins are not alone: a recircumscription of Linnaea (Caprifoliaceae), в которой была произведена ревизия рода Linnaea. В связи с результатами различных молекулярных исследований, в которых было показано, что Linnaea borealis и ещё более десятка видов из разных родов семейства Жимолостные (Caprifoliaceae) образуют монофилетическую группу (кла́ду — так называемую Linnaea clade), Христенхус включил в род Linnaea все виды диабелии (Diabelia), дипельты (Dipelta), кольквиции (Kolkwitzia), весалеи (Vesalea), а также большинство видов абелии (Abelia). Объём рода после ревизии составил 17 видов, типовым видом рода является Linnaea borealis. К настоящему времени объём рода увеличился до 18 подтвержденных видов и ещё трёх, ожидающих подтверждения таксономического положения.
Вид Линнея северная относится к роду Линнея (Linnaea) семейства Жимолостные (Caprifoliaceae) порядка Ворсянкоцветные (Dipsacales). Кладограмма в соответствии с Системой APG IV по состоянию на декабрь 2023 года:
|  |                                      |  |                                   |                                   |                       |  | ещё 16 семейств | ещё 16 семейств |                 |  |                        |  | еще 17 подтвержденных видов и 3 вида, ожидающих подтверждения | еще 17 подтвержденных видов и 3 вида, ожидающих подтверждения |  |
|  |                                      |  |                                   |                                   |                       |  | ещё 16 семейств | ещё 16 семейств |                 |  |                        |  | еще 17 подтвержденных видов и 3 вида, ожидающих подтверждения | еще 17 подтвержденных видов и 3 вида, ожидающих подтверждения |  |
|  |                                      |  |                                   | порядок Ворсянкоцветные           |                       |  |                 |                 | род Линнея      |  |                        |  |                                                               |                                                               |  |
|  |                                      |  |                                   | порядок Ворсянкоцветные           |                       |  |                 |                 | род Линнея      |  | 1 внутривидовой таксон |  |                                                               |                                                               |  |
|  | отдел Цветковые, или Покрытосеменные |  |                                   |                                   | семейство Жимолостные |  |                 |                 | Линнея северная |  |                        |  |                                                               |                                                               |  |
|  | отдел Цветковые, или Покрытосеменные |  |                                   |                                   |                       |  |                 |                 |                 |  |                        |  |                                                               |                                                               |  |
|  |                                      |  | ещё 63 порядка цветковых растений | ещё 63 порядка цветковых растений |                       |  |                 | ещё 28 родов    | ещё 28 родов    |  |                        |  |                                                               |                                                               |  |
|  |                                      |  |                                   | ещё 63 порядка цветковых растений |                       |  |                 |                 | ещё 28 родов    |  |                        |  |                                                               |                                                               |  |

### Инфравидовые таксоны
Относительно инфравидового деления имеются различные мнения. Согласно современной классификации в качестве самостоятельной выделяется разновидность Linnaea borealis var. longiflora Torr.; ареал этого таксона охватывает некоторые штаты США (Аризону, Западную Виргинию, Индиану, Калифорнию, Нью-Мексико, Северную Дакоту и Южную Дакоту), а также всю территорию Канады, в то время как номинативная разновидность Linnaea borealis L. var. borealis распространена в Евразии, на Аляске и в канадской провинции Британская Колумбия.
Некоторые источники также выделяют ещё одну разновидность линнеи северной — Linnaea borealis var. americana (J.Forbes) Rehder. На сайте GRIN, однако, это название включено в синонимику разновидности Linnaea borealis var. longiflora Torr.
В статье, посвящённой линнее северной, в Большой Российской энциклопедии (2010) говорится о трёх подвидах этого вида. Раньше некоторые авторы выделяли один или два американских инфравидовых таксона в отдельные виды.

### Синонимы
- Linnaea albiloba Brenner
- Linnaea americana f. candicans House
- Linnaea amoenula Wittr.
- Linnaea australis Hoffmanns.
- Linnaea borealis f. arctica Wittr.
- Linnaea borealis subsp. borealis –
- Linnaea borealis var. borealis –
- Linnaea foveolata Brenner
- Linnaea jugosa Brenner
- Linnaea longiflora Howell
- Linnaea parvisignata Brenner
- Linnaea pseudoproterantha Pamp.
- Linnaea pyrrosema Brenner
- Linnaea roseoalba Brenner
- Linnaea rotundata Brenner
- Linnaea subconfluens Brenner
- Linnaea subjugosa Brenner
- Linnaea subsulcata Brenner
- Linnaea subviolascens Brenner
- Linnaea sulcata Brenner
- Linnaea tenuiflora Brenner
- Linnaea tenuisignata Brenner
- Linnaea tenuisulcata Brenner
- Linnaea vicina Wittr.